# Natalia Greniewska

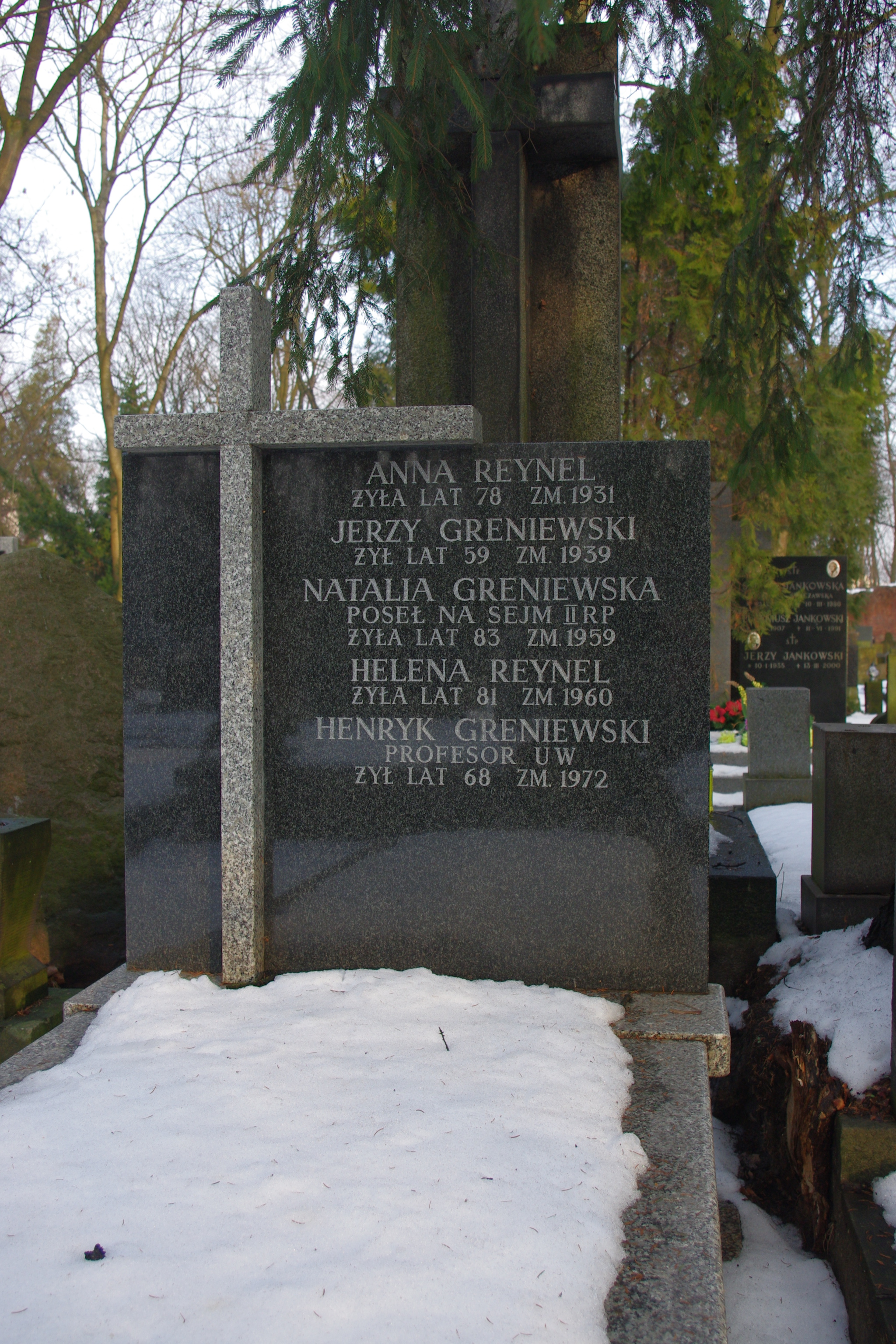
Grób Natalii Greniewskiej na cmentarzu Powązkowskim

Natalia Alicja Greniewska pseudonim Alicja Szamota (18 listopada 1883 w Warszawie, zm. 3 maja 1959 tamże) – polska literatka,  posłanka na sejm III kadencji II RP.
Córka Adama i Anny z Walfiszów. W 1902 poślubiła Jerzego H. Greniewskiego. Ukończyła szkołę średnią, kursy handlowe i studia na Wydziale Filozoficznym Uniwersytetu Jagiellońskiego.
W wyborach brzeskich zdobyła pierwsze niemandatowe miejsce w okręgu numer 1 w Warszawie z listy BBWR. Mandat poselski objęła 11 grudnia 1934 zastępując Edwarda Idzikowskiego.
Była autorką powieści: "Orły. Fragmenty z życia" (Warszawa 1909), "Czerwony śnieg" (Warszawa 1917), "Popielisko" (Warszawa 1914).
W okresie międzywojennym była współpracowniczką takich organizacji jak: z Polski Biały Krzyż, stowarzyszeni "Nasz Dom", Obywatelski Komitetem Pomocy Społecznej i Związek Pracy Obywatelskiej Kobiet. W 1933 powołała do życia Warszawski Klub Społeczno-Polityczny.
Zmarła w Warszawie 3 maja 1959 i została pochowana na cmentarzu Powązkowskim w Warszawie (kwatera 198 rząd 4 grób 6).

## Rodzina
Jej rodzicami byli Adam i Anna z Walfiszów.
Jej synem był profesor Uniwersytetu Warszawskiego Henryk Greniewski.